# 莎瓦輪胎
固特異·登祿普·莎瓦輪胎公司（Goodyear Dunlop Sava Tires d.o.o.）是一家總部位於斯洛伐尼亞克拉尼的輪胎製造商，隸屬於美國固特異輪胎的子公司固特異·登祿普輪胎歐洲公司（Goodyear Dunlop Tires Europe B.V.），輪胎產品主要範圍包括速克達、機車、卡丁車、自行車、農業與工業用胎等。

## 歷史
莎瓦集團（Sava d.d.）創立於1920年，除了製造橡膠用品、輪胎等之外，並涉足旅遊旅館、房地產等行業。2002年1月1日該集團的橡膠製造部門自母公司獨立出來，另行創建「Savatech, d.o.o.」公司，主要負責研發、製造輪胎和工業用橡膠用品。該集團另外擁有四家製造公司和六家海外貿易公司，各自獨立運作。
由於斯洛伐尼亞與義大利半島接壤，莎瓦輪胎長期供應機車胎給義大利的機車製造商，兩者之間的合作關係緊密。1998年美國固特異輪胎自莎瓦集團收購60%的股權，正式入主莎瓦輪胎；接著又在2004年6月28日以5千2百萬美元收購另外20%股權，並轉移給旗下的固特異·登祿普輪胎歐洲公司。

## 內部連結
- 固特異

## 外部連結
- 官方網站 （页面存档备份，存于）
- 臺灣總代理官方網站
- 中國、澳門、香港總代理官方網站